# Drawsko (wieś)
Drawsko – wieś w Polsce położona w województwie wielkopolskim, w powiecie czarnkowsko-trzcianeckim gminie Drawsko. Wieś jest siedzibą gminy wiejskiej Drawsko i leży na trasie drogi wojewódzkiej nr 181.

## Części wsi
| SIMC    | Nazwa               | Rodzaj    |
| ------- | ------------------- | --------- |
| 1005962 | Abisynia            | część wsi |
| 1005979 | Ameryka             | część wsi |
| 1005985 | Brazylia            | część wsi |
| 0525777 | Brzozowica          | część wsi |
| 1015890 | Drawsko-Wybudowanie | część wsi |
| 0525808 | Łężno               | część wsi |

## Nazwa
Miejscowość ma metrykę średniowieczną. Notowana jest w różnych formach w historycznych dokumentach od połowy XIII wieku. Pierwszy raz po łacinie w Kodeksie dyplomatycznym Wielkopolski jako iuxta campum Dratzensem (1251) oraz pod obecnie funkcjonującą nazwą Drawsko (1298). Później także Drawitczker Felder, Drawcszke (1402-08), Drawsko (1510), Drawsko (1580), Drasko (1846). Po zaborach Polski równolegle funkcjonowały dwie nazwy polska Drawsko oraz niemiecka Dratzig (1881). Nazwa miejscowości pochodzi od nazwy rzeki Drawy dopływu Noteci z dodaniem sufiksu -sko.
Słownik geograficzny Królestwa Polskiego notuje miejscowość po dwiema nazwami polską Drasko oraz niemiecką Dratzig.
Od Drawska pochodzi również nazwa sąsiedniej miejscowości Drawski Młyn. Wywodzi się ona od młyna dorocznego stojącego na lewym dopływie Noteci, który w 1508 odnotowany został bez nazwy, a w latach 1564-1565 jako „młyn Drawski” pod nazwą „Hamrzysko”. Stał on jeden kilometr na wschód od obecnej wsi Drawski Młyn, która wzięła od niego nazwę.

## Historia

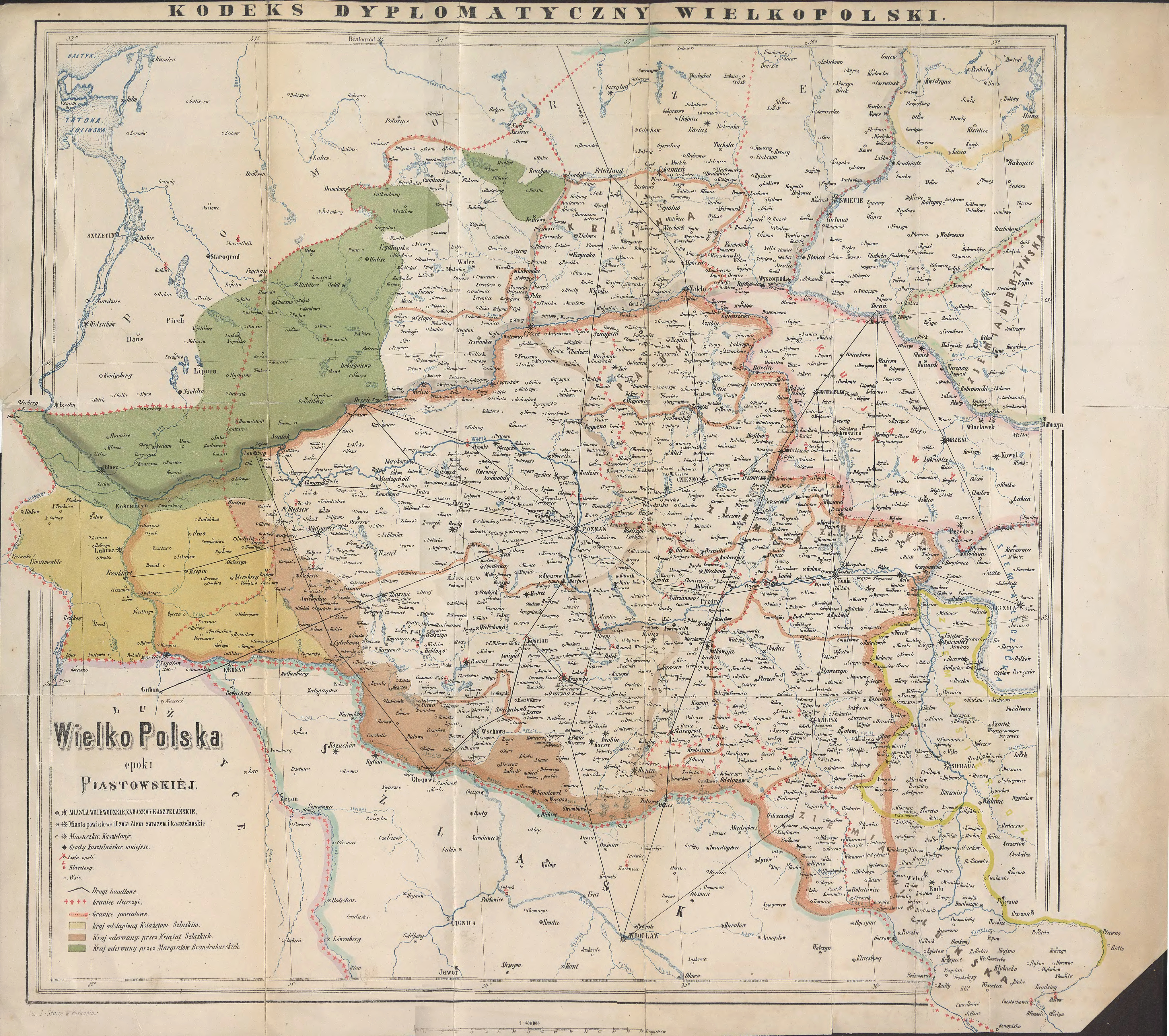
Drawsko jako Drasko na historycznej mapie Wielkopolski sporządzonej w 1888 roku według danych zaczerpniętych z Kodeksu dyplomatycznego.

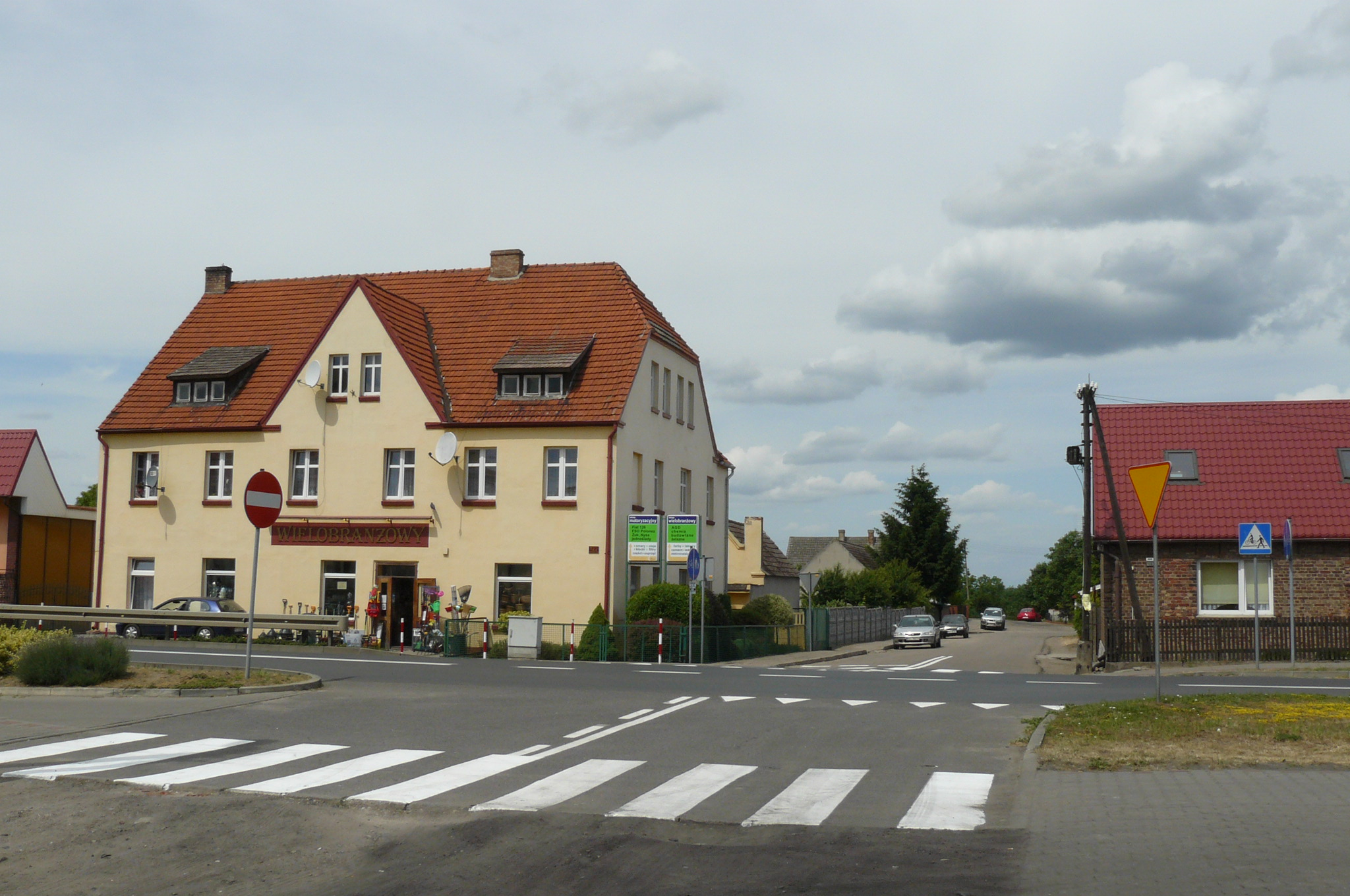
Zabudowa centrum wsi

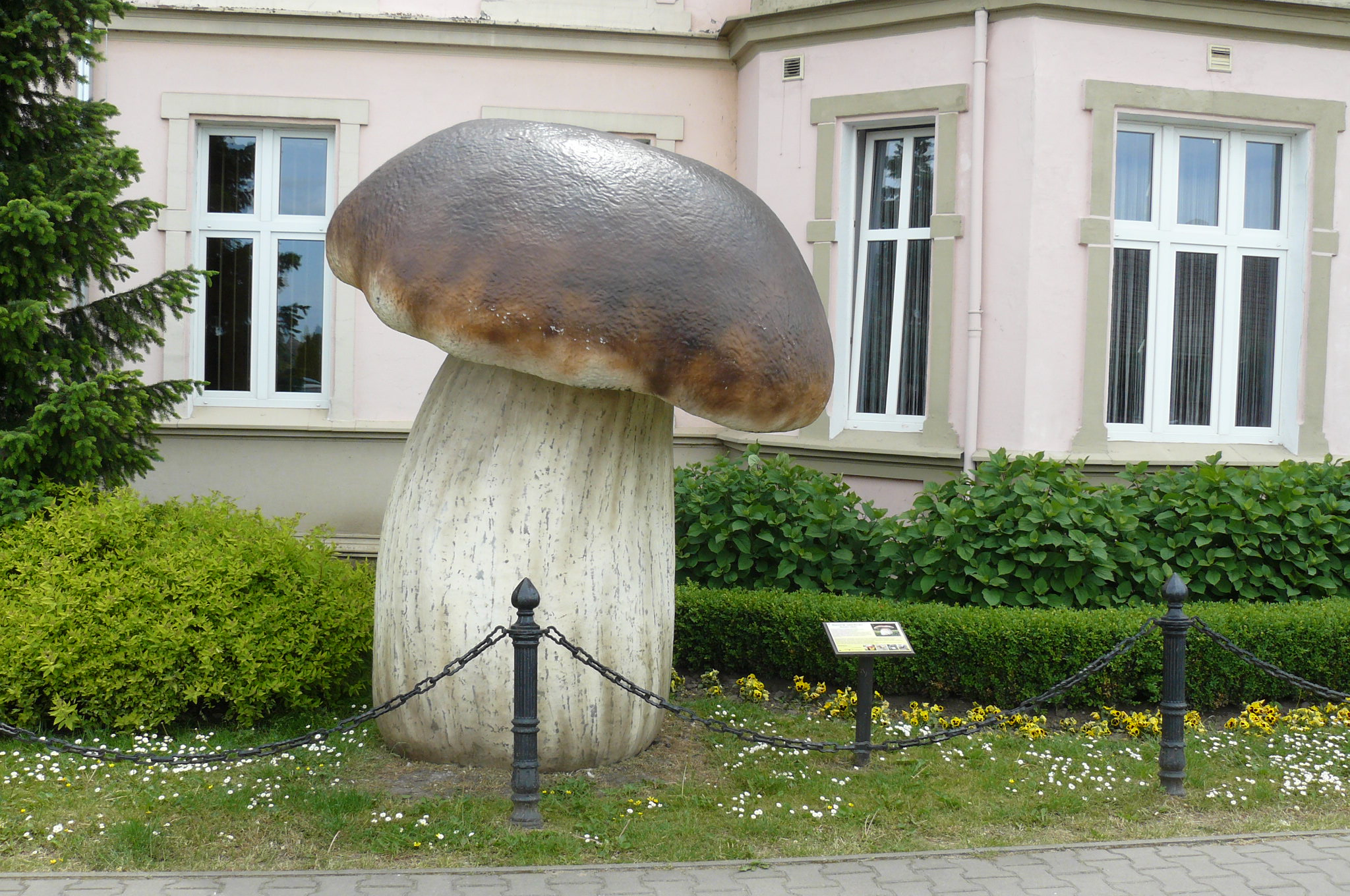
Pomnik borowika – okolice wsi to tereny tradycyjnych grzybobrań

Historycznie wieś położona na terenie Wielkopolski i przez wieki związana była z dobrami wieleńskimi. Miejscowość początkowo była królewszczyzną czyli własnością królewską należącą do królów polskich. W 1508 leżała w powiecie poznańskim Korony Królestwa Polskiego. W 1510 należała do parafii Wieleń.
Po raz pierwszy pojawiła się w dokumentach pisanych w 1298 kiedy król polski Władysław Łokietek nadał kasztelanowi wieleńskiemu Wincentemu z Szamotuł herbu (Nałęcz) zamek Wieleń oraz miasto Wronki oraz okoliczne wsie, w tym Drawsko.
W średniowieczu miejscowość była wsią pograniczną pomiędzy Koroną Królestwa Polskiego, a Nową Marchią. Według krzyżackich źródeł spisanych w latach 1402-1408 granica Wielkopolski z Nową Marchią przebiegała koło Drawska wzdłuż Noteci, a następnie wzdłuż rzeki Drawy, która koło Drawska wpada do Noteci. Dalej biegła w górę rzeki. Według krzyżaków dawniejsza granica rzekomo biegła od Drawska wzdłuż Noteci do ujścia Gwdy. Falsyfikat z końca XV wieku podaje natomiast, że w 1251 granica Wielkopolski z Nową Marchią biegła wzdłuż rzeki Drawy aż do jej ujścia do Noteci przebiegając koło pól wsi Drawsko oraz przez środek niezidentyfikowanego jeziora "Korffin", które po połowie należało do mieszkańców Drawska leżącego w Koronie Królestwa Polskiego, a w połowie do mieszkańców leżącej w Nowej Marchii wsi Bielice (łac. Pelitzenses, obecnie Stare Bielice). Odnotowano także jaz przyległy do pól wsi Drawsko, a zbudowany przez mieszkańców wsi Bielice, służący do łowienia ryb w rzece.
W archiwalnych dokumentach odnotowano także zwykłych mieszkańców wsi. W 1424 wspomniano Mikołaja Starościca z Drawska, który prowadził spór z niejakim Konopką mieszczaninem z Buku. W 1461 odnotowany został pracownik Marcin zwany Starostą z Drawska, który był winien 20 grzywien w półgroszach za dwie barcie, które nabył od zmarłego Mikołaja syna Bartłomieja, kapłana z Wronek.
Wieś odnotowały także historyczne rejestry podatkowe. W 1508 miał miejsce pobór podatków z młyna. W 1510 do Drawska należał młyn wodny o jednym kole zwany "Drawski Młyn" i "Hamszysko", w miejscu którego rozwinęła się obecna wieś Drawski Młyn. W 1510 we wsi odnotowano 19 kmieci, 4 karczmarzy, 7 zagrodników. W 1563 w Drawsku miał miejsce pobór w wysokości 19 półłgroszy, a także od jednego łana sołeckiego, karczmy, 3 rybaków, 4 rzemieślników, dwóch komorników oraz młyna. W latach 1564–1565 we wsi było dwóch sołtysów, którzy mieli role nie wymierzone i płacili po 16 groszy czynszu, 19 kmieci, mających role nie wymierzone i płacących po 28 groszy czynszu. Z tej grupy 18 z nich łowiło ryby na Noteci za co płacili po 3 floreny i 14 groszy czynszu oraz dawali w naturze po pół ćwierci miodu oraz po 5 wierteli chmielu. Jeden kmieć, który nie łowił, dawał po 5 wierteli miary wierzchowatej chmielu od posiadanego łęgu oraz łąk. Trzej rybacy płacili po 3 floreny 14 groszy czynszu za prawo do łowienia w Noteci oraz dawali razem 4 floreny za prawo do łowienia w Drawie. Trzej karczmarze posiadali mało roli, a także łąki i ogrody. Jeden z nich płacił czynsz w wysokości jednego florena 18 groszy, a pozostali po jednym florenie i 6 groszy. We wsi odnotowano dwóch zagrodników. Sołtysi zobowiązani byli do posługi na koniu, kmiecie do robocizny sprzężajem przez 2 dni w tygodniu, a pozostali wieśniacy do robocizny pieszej dla zamku w Wieleniu. Pacht miodowy z Drawska wynosił 23 kłody i 3 ćwierci miodu. Według zachowanych dokumentów odnotowano, że wydajność miodu spadła z powodu zniszczenia drzew i puszczy przez nowo utworzone stawy. Do Drawska należały także osady leśne: Kamiennik i Chełst. W 1580 podatek ze wsi zapłacił Piotr Czarnkowski kasztelan poznański od 19 półłanków (w tym połowę łana miał karczmarz oraz rybak), a także od 7 zagrodników, 7 komorników, 3 rybaków, młyna o nazwie Drawski Młyn, a także od wyszynku gorzałki.
W następnych wiekach była jednym z miejsc zamieszkania mazurów wieleńskich. Do czasu rozbiorów leżała w Rzeczypospolitej Obojga Narodów.
Wskutek II rozbioru Polski w 1793 r., miejscowość przeszła pod władanie Prus i jak cała Wielkopolska znalazła się w zaborze pruskim. Pod koniec XIX wieku pod nazwą Drasko jako osadę, folwark, stację kolejową oraz dominium leżące w powiecie czarnkowskim odnotował miejscowość XIX wieczny Słownik geograficzny Królestwa Polskiego. W osadzie znajdowała się lejarnia żelaza Sattlershutte i liczyła ona wówczas 113 domów oraz 1461 mieszkańców w tym 1154 katolików, 307 ewangelików. słownik notuje również 424 analfabetów.
W XIX wieku Drawsko stanowiło centrum rozległych dóbr niemieckich – należało do książąt Hohenzollern-Siegmaringen posiadających w tym rejonie około 50 586 mórg ziemi. Dominium Drasko należało wówczas do księcia Antoniego Hohenzollern-Siegmaringen. jego folwark liczył 6 domów, 108 mieszkańców w tym 52 ewangelików i 56 katolików. Słownik zanotował również 28 analfabetów.
Po 1919 miejscowość znalazła się w granicach II RP. W okresie międzywojennym na Noteci przebiegała tuż obok zabudowań wsi, granica polsko-niemiecka. Podczas II wojny światowej działała tutaj grupa Armii Krajowej, która wsławiła się akcją zdobycia broni, mundurów oraz zapasów żywności po okrążeniu grupy ucztujących koło Moczydła Niemców (17 grudnia 1944). Od 19 stycznia 1945 (dziewięć dni przed wyparciem Niemców) wieś patrolowali Polacy uzbrojeni w kije – była to oficjalnie zatwierdzona przez okupantów straż patrolowa, ewenement na skalę terenów okupowanych. Administrację polską we wsi organizował Adam Pohl. Po wojnie istniał przez dłuższy czas tylko niewielki drewniany most na Noteci w stronę Krzyża. 18 grudnia 1995 oddano do użytku nową trasę wraz z mostami.
W okresie międzywojennym w miejscowości stacjonowała placówka Straży Granicznej I linii „Drawsko”.
W latach 1975–1998 miejscowość administracyjnie należała do województwa pilskiego.

## Zabytki i osobliwości

### Kościół
Kościół Najświętszego Serca Pana Jezusa powstał w latach 1909–1911 jako dom katolicki. W 1920 przebudowany na świątynię. Od 1925 parafialny.

### Zabudowa
Zabudowa rozciąga się wzdłuż ulicy Powstańców Wielkopolskich, równolegle do Noteci. Zachowały się tu liczne stare zabudowania, m.in. dom szczytowy nr 31 na narożniku ul. Polnej, który jest najstarszym we wsi (koniec XVIII wieku). Cenne są też: kuźnia (początek XX wieku, narożnik ul. Kościelnej), eklektyczny budynek Urzędu Gminy (przełom XIX i XX wieku), szkoła (dwa symetryczne budynki z początku XX wieku) i kapliczka przy szkole z nazwiskami 128 ofiar obu wojen światowych.

### Cmentarz
Cmentarz zlokalizowany jest na wschodnim krańcu wsi. W 1997 zbudowano tutaj kaplicę Miłosierdzia Bożego. Przy wejściu stoi kapliczka ludowa Chrystusa Frasobliwego (XVIII wiek), a obok rośnie dąb o obwodzie około 310 cm. Nekropolia mieści także kamień upamiętniający Maksymiliana Kosińskiego (1812-1907), powstańca listopadowego, który uciekł z zesłania na Kamczatce i przedarł się do Polski poprzez Indie i Genuę. Nie mogąc osiedlić się w zaborze rosyjskim zamieszkał początkowo w Szamotułach, a następnie w Drawsku, ciesząc się ogromnym autorytetem i szacunkiem lokalnej społeczności (upamiętnia go jedna z nazw ulic).